# Рос Мердок
Рос Мердок (енгл. Ross Murdoch; Балох, 14. јануар 1994) британски и шкотски је пливач чија специјалност су трке прсним стилом. На Играма Комонвелта такмичи се за репрезентацију Шкотске.
Био је члан британског олимпијског тима на ЛОИ 2016. у Рио де Жанеиру.

## Спортска каријера
Мердок је пливање почео да тренира још као шестогодишњи дечак у локалном клубу из свог града. Први запаженији резултат остварио је на националном првенству 2012. где се пласирао у прво финале у каријери у трци на 200 прсно. Исте године на европском јуниорском првенству у Антверпену освојио је и прве медаље у каријери, сребра у тркама на 50 и 200 метара прсним стилом. 
Сениорски деби имао је на светском првенству у Барселони 2013. где му је најбољи појединачни резултат било 11. место у полуфиналу трке на 100 прсно, са временом 1:00,67 минута. Први велики успех у каријери постигао је на Играма Комонвелта 2014. у Глазгову, такмичењу на ком је освојио злато (200 прсно) и бронзу (100 прсно). Свега месец дана касније, на европском првенству у Берлину, у истим дисциплинама је освојио две сребрне медаље. Прву медаљу на светским првенствима освојио је у Казању 2015, била је то бронза у трци на 100 прсно. На истом првенству освојио је и златну медаљу у микс штафети 4×100 мешовито за коју је пливао у квалификацијама. 
На европском првенству у Лондону 2016. отпливао је своје најбоље трке у каријери, освојивши чак четири медаље, од чега две златне. Три месеца касније дебитовао је на Олимпијским играма у Рију са освојеним 11. местом у полуфиналу трке на 100 прсно. 
На светском првенству у Будимпешти 2017. освојио је сребрну медаљу у штафети 4×100 мешовито за коју је пливао у квалификацијама, а најближи медаљи у појединачним тркама био је у дисциплини 200 прсно коју је окончао на четвртом месту у финалу, заоставши за трећепласираним Ватанабеом свега 0,65 секунди. 
Такмичио се и на светском првенству у корејском Квангџуу 2019. где је остварио пласман на 11. место у полуфиналу трке на 200 прсно. 